# Driehoekige astarte
De driehoekige astarte (Astarte montagui) is een tweekleppigensoort uit de familie van de Astartidae. De wetenschappelijke naam van de soort is voor het eerst geldig gepubliceerd in 1817 door Dillwyn.